# Daniel Dupuis
Jean-Baptiste-Daniel Dupuis, més conegut com a Daniel Dupuis (Blois (municipi de Loir i Cher), 17 de febrer de 1849 - París, 13 de novembre de 1899) fou un pintor, escultor i gravador de medalles francès.

## Biografia
Jean-Baptiste-Daniel Dupuis és el fill del pintor Étienne-Denis Dupuis,3 i germà de Pierre Dupuis, també pintor.
El seu pare el va portar l'any 1865 a l'École Nationale Supérieure des Beaux-Arts de París, on va estudiar amb Jules Cavelier. Va obtenir el segon Prix de Roma en gravat el 1868. Al mateix temps va entrar al concurs com a professor d'art per les escoles de la ciutat de París.
El 1872, després de la Guerra francoprussiana, va guanyar el primer Gran Premi de Roma per al gravat de medalles. Va guanyar el primer premi en el concurs obert per l'ajuntament de la Medalla de París per a la República Francesa el 1879 i també va rebre la medalla d'or a l'Exposició Universal de 1889, fent la Medalla commemorativa per a l'exposició. Va ser recompensat als salons anuals, a les exposicions a Amsterdam, Anvers i Brussel·les. Nomenat cavaller de la Legió d'Honor el 1881 i oficial el 1897, és l'autor de moltes de les medalles oficials de l'època.
Va ser assassinat mentre dormia per la seva dona que patia una malaltia neuròtica. Està enterrat al cementiri de Passy a París.

## Col·leccions pùbliques
- Gran part de la seva obra es conserva al Castell de Blois
- Museu d'Art Modern de la Ciutat de París
- Casa de la Moneda de París
- Petit Palais, París
- Musée d'Orsay, París
- Sala de la Cort de Tennis a Versalles, Bust Jérôme Pétion de Villeneuve
- Ajuntament de Vannes, La Maternitat
- Château-Thierry, Estàtua de Samsó
- Kunsthalle de Bremen
- Ny Carlsberg Glyptotek a Copenhaguen

## Obres
- L'électricité, Bibliothèque nationale de France, département des monnaies, médailles et antiques.[2]
- A Henry Boucher, ministre du commerce, de l'industrie, des postes et des télégraphes, Bibliothèque nationale de France, département des monnaies, médailles et antiques.[3]

## Galeria

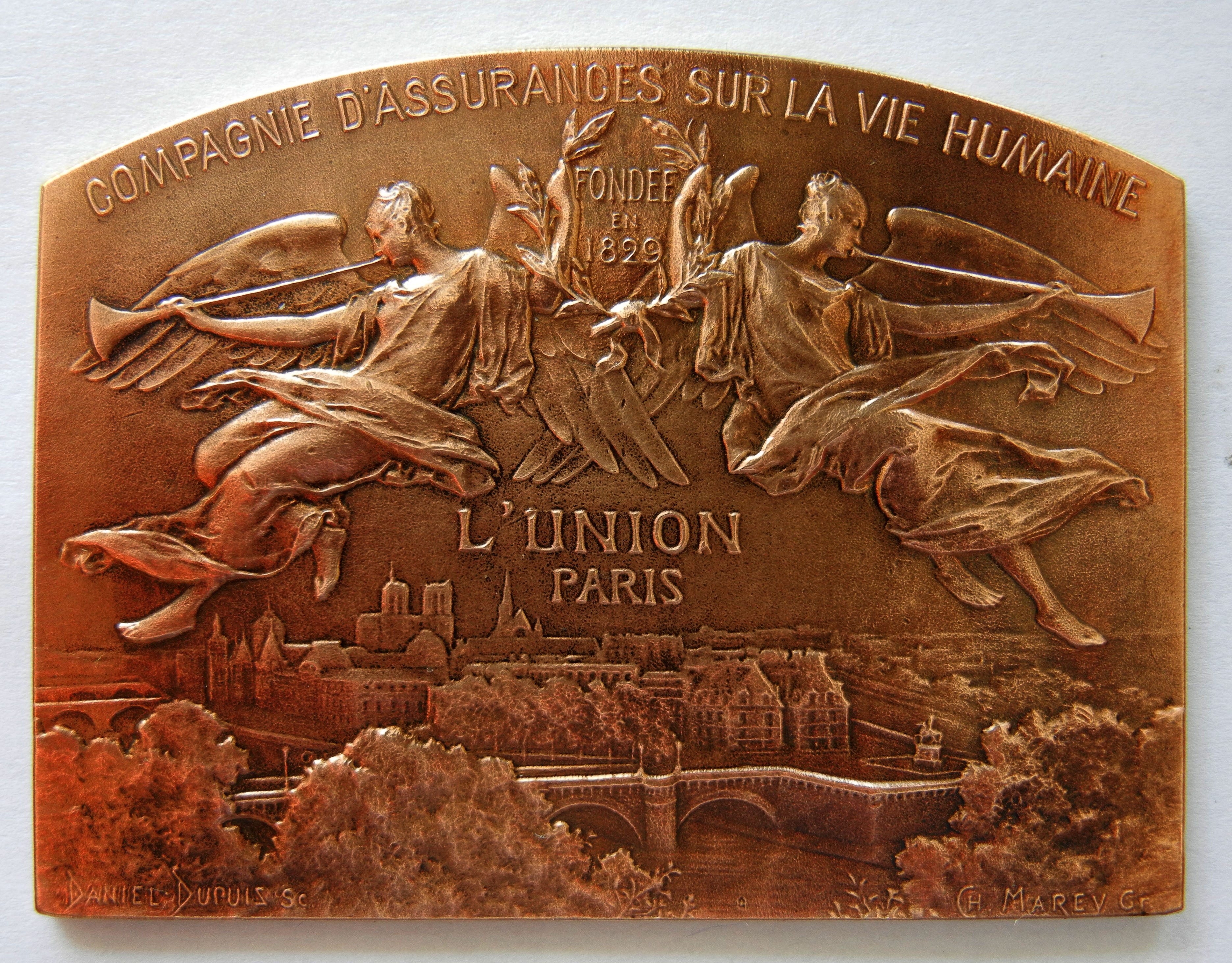
Medalla L'Union - Compagnie d'assurance sur la vie humaine (1963), escultor Daniel Dupuis, gravador Charles Gustave de Marey, anvers.
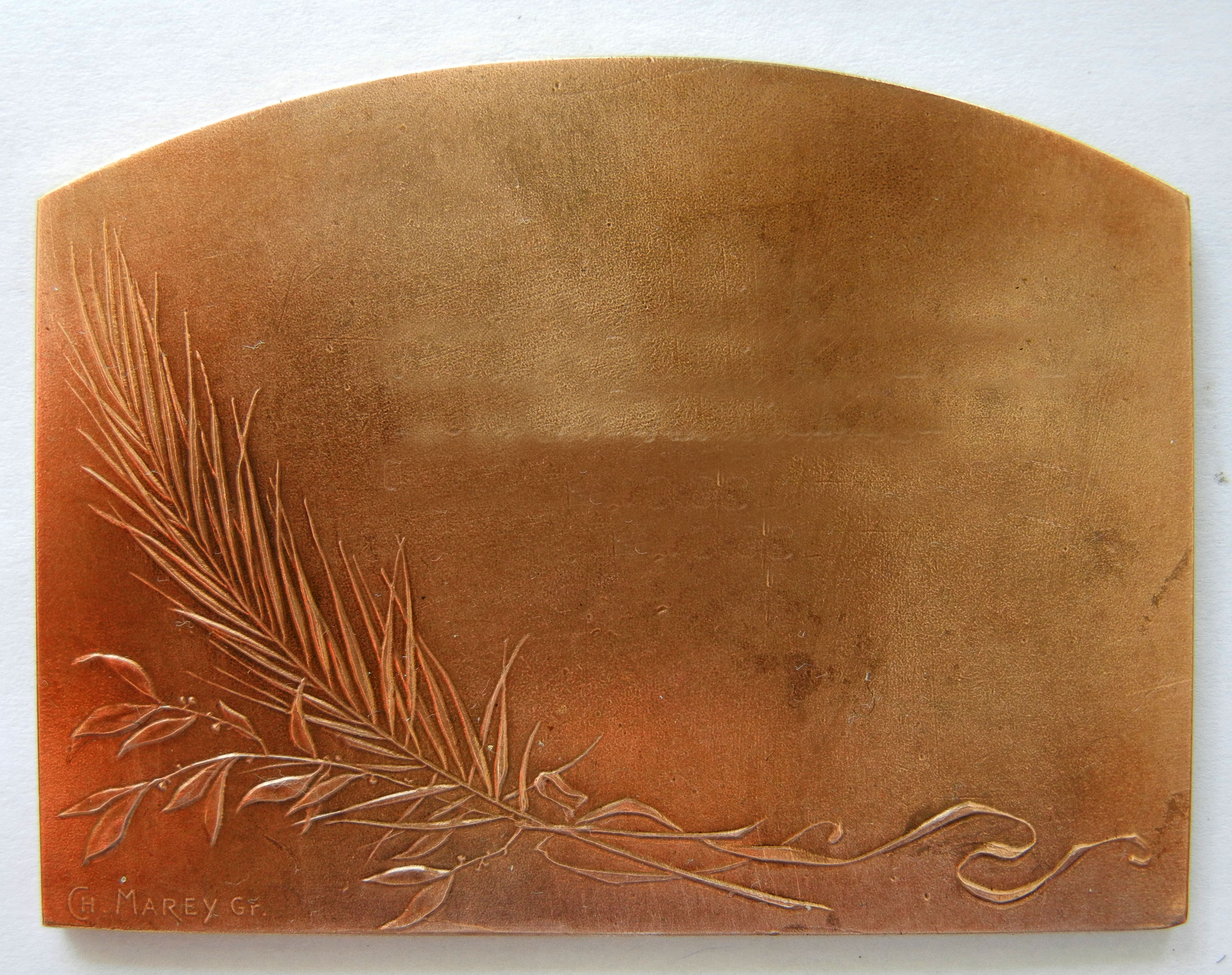
Medalla L'Union - Compagnie d'assurance sur la vie humaine (1963), revers.
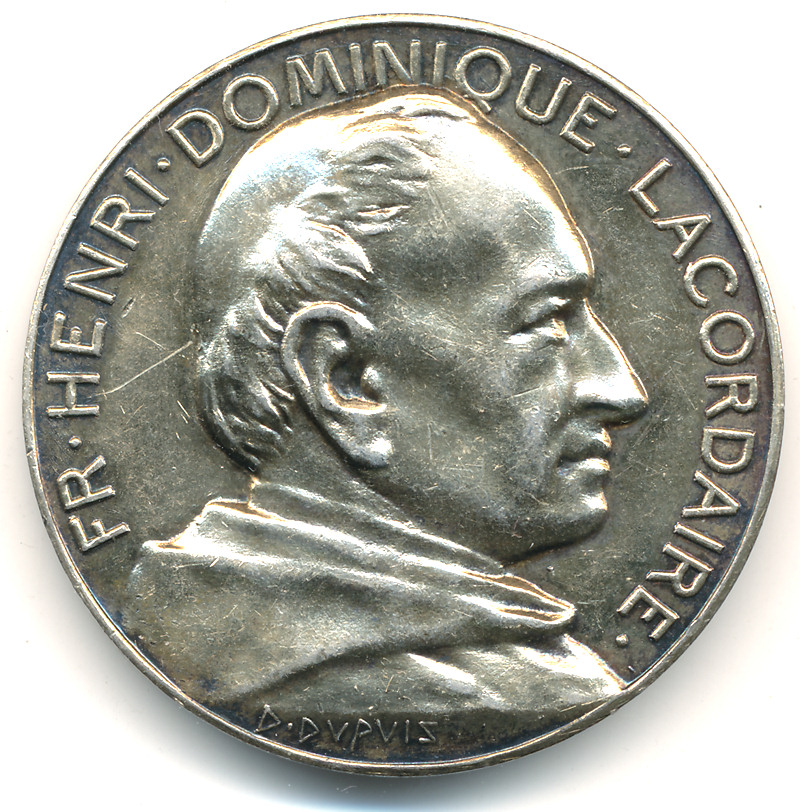
Henri Lacordaire per l'escola Albert Le Grand d'Arcueil, medalla en plata, anvers.
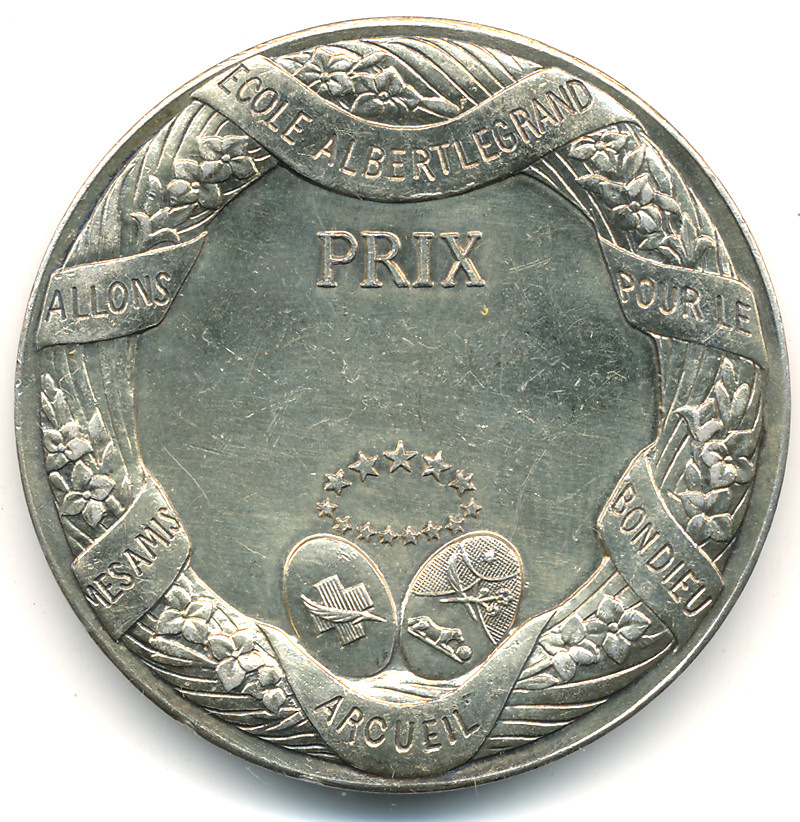
Henri Lacordaire pour l'école Albert Le Grand d'Arcueil, revers.
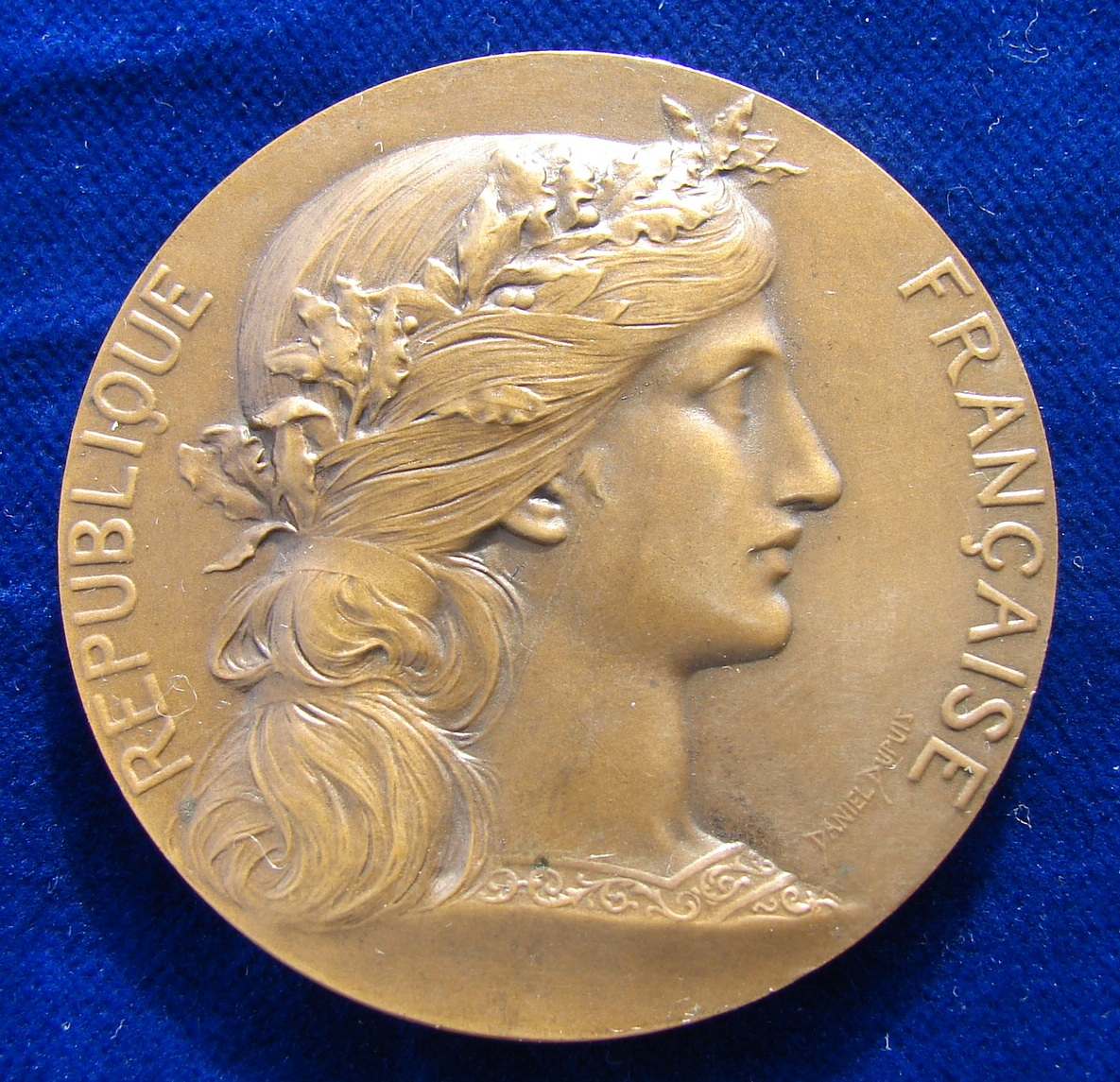
Art Nouveau medalla: Premi pel Ministeri de la Guerra, anvers.
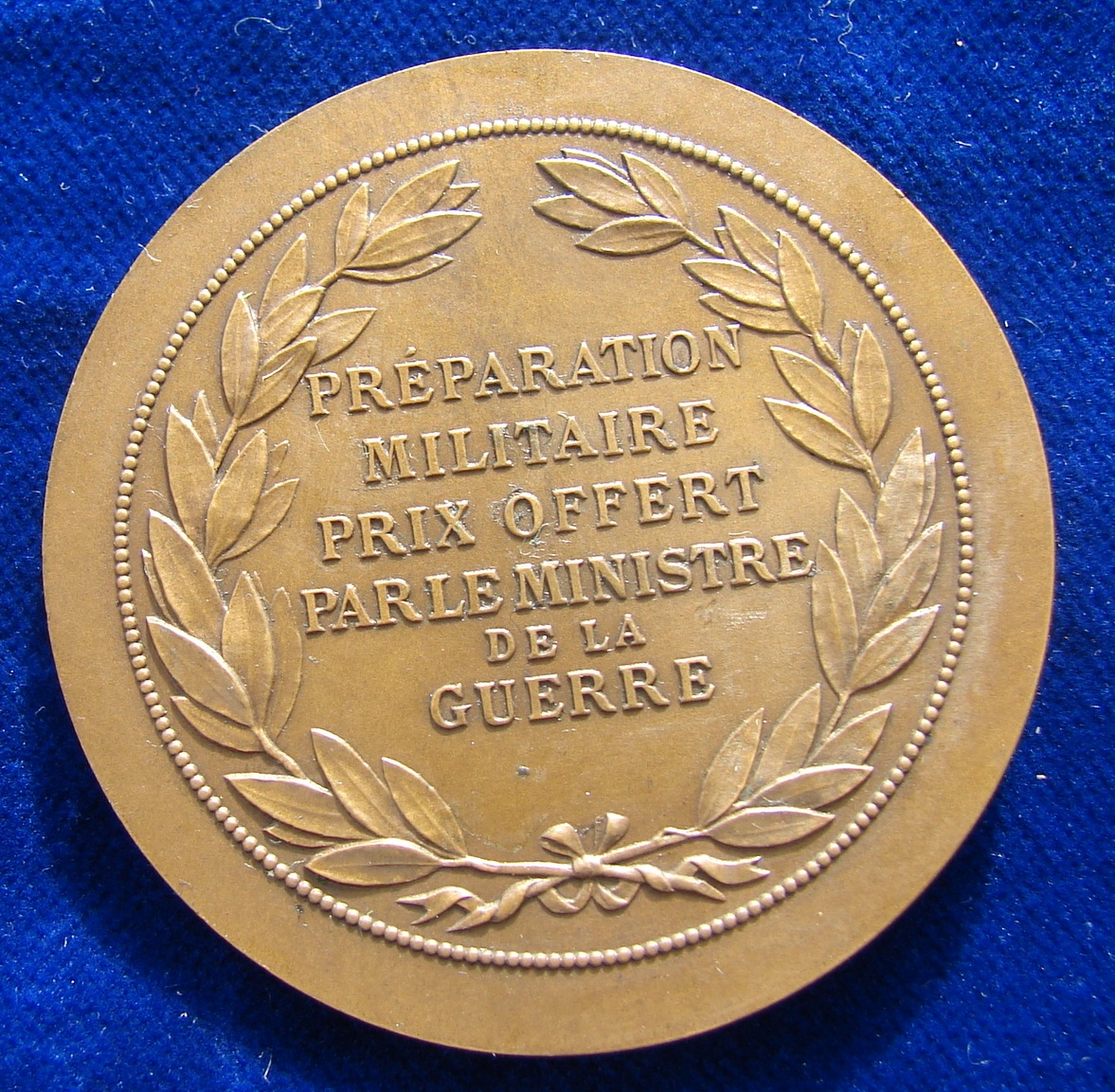
Art Nouveau médaille: Premi pel Ministeri de la Guerra, revers.